# Bräcke revir
Bräcke revir var ett skogsförvaltningsområde som tillhörde Mellersta Norrlands överjägmästardistrikt, Jämtlands län, och omfattade Bräcke, Revsunds, Bodsjö, Sundsjö, Näs, Hackås med Gillhovs kapell, Sunne, Brunflo, Marieby och Lockne socknar. Reviret, som var indelat i sex bevakningstrakter, omfattade 18 280 hektar allmänna skogar 1920, varav 20 kronoparker med en areal av 14 076 hektar.